# یازدهمین جشنواره فیلم یوکوهاما
یازدهمین جشنواره فیلم یوکوهاما (به ژاپنی: 第11回ヨコハマ映画祭) یازدهمین دورهٔ جشنواره فیلم یوکوهاما است که در تاریخ ۱۱ فوریه ۱۹۹۰ میلادی در شهر یوکوهاما، استان کاناگاوا کشور ژاپن برگزار شد.

## جوایز
- بهترین فیلم: Dotsuitarunen[۲]
- بهترین بازیگر جدید مرد: Hidekazu Akai – Dotsuitarunen
- بهترین بازیگر نقش اول مرد: ریو ایشیباشی – A Sign Days
- بهترین بازیگر نقش اول زن: آنا ناکاگاوا – A Sign Days
- بهترین بازیگر جدید زن: Ayako Kawahara – Kitchen
- بهترین بازیگر نقش مکمل مرد: یوشیو هارادا – Dotsuitarunen, Kiss yori kantan
- بهترین بازیگر نقش مکمل زن: هاروکو ساگارا – Dotsuitarunen
- بهترین کارگردان: تاکشی کیتانو – Violent Cop
- بهترین کارگردان جدید: جونجی ساکاموتو – Dotsuitarunen
- بهترین فیلمنامه: Hiroshi Saito و یویچی سای – A Sign Days
- بهترین فیلمبرداری: کنجی تاکاما – Who Do I Choose?, Kaze no matasaburo, Garasu no manto
- جایزهٔ ویژهٔ هیئت داوران: یوساکو ماتسودا (Career)